# Heratemita alboplagiata
Heratemita alboplagiata là một loài nhện trong họ Salticidae.
Loài này thuộc chi Heratemita. Heratemita alboplagiata được Eugène Simon miêu tả năm 1899.